# Multisparsidae
Multisparsidae zijn een familie van mosdiertjes (Bryozoa) uit de orde van de Cyclostomatida.

## Geslachten
- Collapora Quenstedt, 1881  †
- Heterohaplooecia Voigt & Viaud, 1983  †
- Multisparsa d'Orbigny, 1853
- Patulopora Taylor & Wilson, 1999  †
- Reptoclausa d'Orbigny, 1853  †
- Reptomultisparsa d'Orbigny, 1853  †

Niet geaccepteerde geslachten:
- Bidiastopora d'Orbigny, 1849 → Multisparsa d'Orbigny, 1853
- Macroecia Canu, 1928  † → Multisparsa d'Orbigny, 1853